# Elegant Motors
Elegant Motors Inc. war ein US-amerikanischer Hersteller von Automobilen.

## Unternehmensgeschichte
D. O. Amy und H. Passwater gründeten das Unternehmen in Indianapolis in Indiana. Eine andere Quelle nennt die kompletten Namen Del Amy und Richard Passwater. Dies geschah am 17. Juli 1973. Die Produktion von Automobilen und Kit Cars begann. Der Markenname lautete Elegant, möglicherweise mit dem Zusatz Motors. Ab 6. März 1980 gab es eine Niederlassung in Sarasota in Florida. 2000 oder 2009 endete die Produktion. Am 12. April 2013 wurde das Unternehmen aufgelöst.
Eine Quelle gibt an, dass mit Harry Broaddus ein ehemaliger Mitarbeiter das Unternehmen übernahm und in Indy Exotics umbenannte. Dieses Unternehmen mit Sitz in Indianapolis existierte vom 28. März 1994 bis zum 3. März 2003.
2007 soll Classic City Motors aus Auburn in Indiana beide Unternehmen übernommen haben. Dieses Unternehmen existierte vom 14. Juni 2007 bis zum 14. März 2013.

## Fahrzeuge
Im Angebot standen überwiegend Nachbildungen klassischer Automobile. Dazu gehörten AC Cobra, Cheetah, Lamborghini Countach und Mercedes-Benz 500 K.
852 Auburn Speedster, 856 Auburn Speedster und 898 Auburn Replica waren Nachbildungen von Modellen von Auburn.
Der 820 SC Cord Phaeton ähnelte einem Modell von Cord.
Etwas eigenständiger war das Modell La Grande Sportster (auch Le Grande Sportster genannt). Es war von einem Duesenberg der 1930er Jahre inspiriert.